# 程季华
程季华（1921年5月2日—2015年12月14日），曾用名程翰，男，湖北沙市人，中国电影史学家。著有《中国电影发展史》（第一、二卷）。2014年获中国电影金鸡奖终身成就奖。